# Heinrich Wilhelm Grauert
Heinrich Wilhelm Grauert (* 25. März 1804 in Amsterdam; † 10. Januar 1852 in Wien) war ein deutscher Historiker und Klassischer Philologe.

## Leben
Heinrich Wilhelm Grauert, der Sohn eines Kaufmanns aus Osnabrück, wuchs in Münster auf und studierte ab 1821 Philologie und Geschichte an der jungen Universität Bonn, wo er 1825 promoviert wurde und sich 1826 habilitierte. Neben den Leitern des philologischen Seminars Karl Friedrich Heinrich und August Ferdinand Naeke prägte ihn besonders der Althistoriker Barthold Georg Niebuhr, der auch seine berufliche Laufbahn entscheidend beeinflusste: Er machte Grauert zunächst zum Hauslehrer seines Sohnes Marcus und verschaffte ihm 1827 eine außerordentliche Professur für Geschichte und die Altertumswissenschaft an der Akademie zu Münster (der späteren Universität). In Münster hielt Grauert historische und philologische Vorlesungen. 1836 wurde er zum ordentlichen Professor ernannt.
Grauerts Vorlesungstätigkeit, seine historischen Vorträge und besonders seine Publikationen verschafften ihm ein Ansehen, das über die Grenzen Westfalens hinausreichte. So schien er der Universität Wien der geeignete Kandidat für die Leitung des neu gegründeten historischen Seminars. 1850 folgte Grauert dem Ruf zum Professor der Geschichte und Leiter des Seminars, dessen Statuten er nach dem Vorbild des Münsteraner Seminars festlegte. Nach nur kurzer Wirkungszeit starb Grauert am 10. Januar 1852.
Seine Enkel waren Heinrich Srbik und dessen Zwillingsbruder Robert von Srbik.

## Schriften (Auswahl)
- De Aesopo et fabulis Aesopicis. Bonn 1825 (Dissertation, Preisschrift)
- Aristidis declamationes Leptineae. Bonn 1827
- Historische und philologische Analekten. Münster 1833
- Christina Königinn von Schweden und ihr Hof. Zwei Bände, Bonn 1837–1842
- Die Thronentsagung des Königs Johann Casimir von Polen und die Wahl seines Nachfolgers. Wien 1851